# The Fast and the Furious (móvil)
The Fast and the Furious es un videojuego de carreras basado en la película del mismo nombre. El juego fue lanzado en dos versiones, primero fue la "versión 2D" desarrollada y publicada por I-play para teléfonos móviles y lanzada el 4 de marzo de 2004, y luego I-play lanzó la "versión 3D" desarrollada por Juice Games el 27 de septiembre de 2005.

## Jugabilidad
El juego se puede jugar desde una perspectiva en tercera persona o en primera persona. La aceleración es automática, pero el jugador puede usar nitro para ganar velocidad extra en las carreras. El juego contiene un modo de carrera donde el jugador compite contra otros pilotos en carreras de más de tres vueltas. Las carreras deben ganarse dentro de un límite de tiempo que se extiende por cada vuelta completada. Después de ganar una carrera, el jugador recibe dinero que puede usarse para comprar modificaciones para el auto.